# BAE Systems MAGMA
BAE Systems MAGMA är en obemannad luftfarkost (UAV) som är under utveckling av BAE Systems sedan 2017. MAGMA använder en helt ny metod för att styra som är helt "Klaff-fritt". Det går ut på att styra om utblåstluft från motorn till vingarnas undersida sk. ”wing circulation control”. Den andra metoden som används heter ”fluidic thrust vectoring” och den går i korthet ut på att man kan styra planet upp eller ner beroende på hur avgasluften från motorn styrs. Enligt BAE Systems är detta sätt att styra ett plan på ett genombrott för flygindustrin.